# Averrhoa microphylla
Averrhoa microphylla là một loài thực vật có hoa trong họ Chua me đất. Loài này được Tardieu mô tả khoa học đầu tiên năm 1943.